# Anita Hentschel
Anita Hentschel, née le 12 décembre 1942 à Löbnitz puis mariée Otto et morte le 18 avril 2019 à Kaufungen, est une athlète allemande, lanceuse de disque, qui concourait pour la République démocratique allemande.
Aux championnats d'Europe de 1966, elle a remporté le bronze. Aux jeux de Mexico, elle terminait quatrième.
Anita Hentschel avait en compétition un poids de forme de 87 kg pour 1,78 m.

## Palmarès

### Jeux olympiques d'été
- Jeux olympiques d'été de 1968 à Mexico ( Mexique) 
  - 4e au lancer du disque

### Championnats d'Europe d'athlétisme
- Championnats d'Europe d'athlétisme de 1966 à Budapest ( Hongrie)
  -  Médaille de bronze au lancer du disque

## Sources
- (de) Cet article est partiellement ou en totalité issu de l’article de Wikipédia en allemand intitulé « Anita Hentschel » (voir la liste des auteurs).